# William Barclay Peat
Sir William Barclay Peat (* 1852 in Schottland; † 1936 in Totteridge, England) war ein schottischer Unternehmer und Inhaber der William Barclay Peat & Company in London, die später Teil der heutigen KPMG wurde.

## Leben
Peat stammt aus einer wohlhabenden schottischen Familie (Barclays Bank, heute das drittgrößte Finanzinstitut Großbritanniens) und konnte dadurch Rechtswissenschaften an der Montrose Academy studieren. Er zog allerdings noch vor Abschluss seines Studiums 1870 im Alter von 17 Jahren nach London, um dort als Assistent in einem Buchhaltungsunternehmen zu arbeiten. Im Alter von nur 24 Jahren wurde er dort Partner, 1891 schließlich alleiniger Geschäftsführer. Das Unternehmen hieß inzwischen in William Barclay Peat & Company.
Im Jahr 1911 schlossen sich Peats William Barclay Peat & Co. und die Marwick Mitchell & Co. von James Marwick zusammen. Das neue Unternehmen wurde später als Peat Marwick International (PMI) bekannt und fusionierte 1986 mit der deutsch-niederländischen Klynveld Main Goerdeler (KMG) im Rahmen der ersten Mega-Fusion unter den großen Prüfungsgesellschaften zur heutigen KPMG.
1912 wurde Peat als Knight Bachelor geadelt. Im Jahr 1926 erfolgte seine Berufung in den Aufsichtsrat der Anglo-International Bank.
Sir William Barclay Peat war mit Edith Roberts († 1929) verheiratet und ist Vater von sechs Kindern. Sein Enkelkind Sir Michael Peat arbeitete später insgesamt fünf Jahre lang für KPMG und war persönlicher Sekretär des britischen Thronfolgers Charles, Prince of Wales. Zuvor war er bereits Schatzmeister der Königin Elisabeth II. am Buckingham Palace.